# Distretto di Yanama
Il distretto di Yanama è un distretto del Perù nella provincia di Yungay (regione di Ancash) con 6.979 abitanti al censimento 2007 dei quali 556 urbani e 6.423 rurali.
È stato istituito il 2 agosto 1920.